# Okręg Ribeauvillé
Okręg Ribeauvillé (fr. Arrondissement de Ribeauvillé) – okręg we wschodniej Francji. Populacja wynosi 49 300.

## Podział administracyjny
W skład okręgu wchodzą następujące kantony:
- Kaysersberg,
- Lapoutroie,
- Ribeauvillé,
- Sainte-Marie-aux-Mines.